# 朱新天
朱新天（1951年5月26日—），生于云南昆明，收藏家、考古学家、艺术史学家，法籍华人。
朱新天从小热爱绘画和摄影，1981年10月曾在北京以业余工人画家身份举办个人画展。1982年，调入杭州大学历史文博专业任教。1986年，她以访问学者身份赴法国巴黎国立高等装饰艺术学院进修。1989年获巴黎第八大学比较美术学硕士学位，1998年获巴黎第四大学远东艺术与考古学博士学位。2010年被聘为深圳大学特聘教授。
她与丈夫鲍思岱（Michel Postel）在法国比亚里茨共同创立了亚洲博物馆，并担任副馆长。该馆于1999年3月5日正式开馆。法国前总统希拉克曾于2007年前往参观。2013年7月4日，该馆曾遭歹徒遭暴力抢劫，朱新天被打伤。
朱新天的父亲是生理心理学家朱锡侯。